# Індійський океан
Інді́йський океа́н — третій за розміром океан на Землі, між Африкою, Азією, Австралією та Антарктидою і займає близько 20 % водної поверхні Землі. Загальна площа становить 76,2 млн. км², у тому числі прилеглі акваторії — 2,8 млн км². Глибина — до 7 729 м (Зондський жолоб), середня — 3 897 м; солоність 34-41 ‰.
Індійський океан був першим океаном, який відкрив європейський дослідник Васко да Гама. Раніше він називався Великою затокою, Східним океаном, Південним морем, Ерітрейським морем. Стародавні люди, які проживали на березі океану, називали його величезним морем.

## Історія дослідження
Найдавніші цивілізації світу в Месопотамії (починаючи з Шумеру), Стародавньому Єгипті, і на Індійському субконтиненті (починаючи з Індської цивілізації), які починалися в долинах Тигру і Євфрату, Нілу та Інду відповідно, всі розвивалися в басейні Індійського океану. Далі цивілізації виникли в Персії (починаючи з Еламу), а потім у Південно-Східній Азії (починаючи з Фунаню).
Під час першої династії Єгипту (бл. 3000 до н. е.), у води океану для подорожі в Пунт, імовірно частини сучасного Сомалі, були направлені моряки. Повертаючись звідти, судна привезли золото і миро. Найраніша відома морська торгівля між Месопотамією і долиною Інду (бл. 2500 до н. е.) була проведена уздовж узбережжя Індійського океану. Фінікійці кінця третього тисячоліття до нашої ери, можливо, відвідували район, але ніяких поселень по собі не залишили.
Індійський океан набагато спокійніший і, таким чином, був освоєний для торгівлі раніше, ніж Атлантичний або Тихий океани. Потужні мусони також означали, що кораблі могли легко плисти на захід на початку сезону, а потім зачекати декілька місяців і повернутися на схід. Це дозволило індонезійським народам перетнути Індійський океан, та влаштуватися на Мадагаскарі.
У 2-му або 1-му столітті до нашої ери, Евдокс Кізікський (грец. Ευδοξος) був першим греком, що перетнув Індійський океан. Гіппал (грец. Ἵππαλος), як кажуть, в цей час відкрив прямий маршрут з Аравії в Індію. Під час першого і другого століть нашої ери інтенсивні торговельні відносини склалися між Римським Єгиптом і тамільськими царствами Чера, Чола і Пандья в Південній Індії. Як і індонезійські народи раніше, західні моряки використовували мусони, щоб перетнути океан. Невідомий автор «Періплу Еритрейського моря» описує цей маршрут, порти і торгівлю товарами уздовж берегів Африки та Індії близько 70 р. н. е.
З 1405 по 1433 роки адмірал Чжен Хе водив величезні флотилії династії Мін у кілька походів по Західному океану (китайська назва Індійського океану) і досяг прибережних країн Східної Африки.

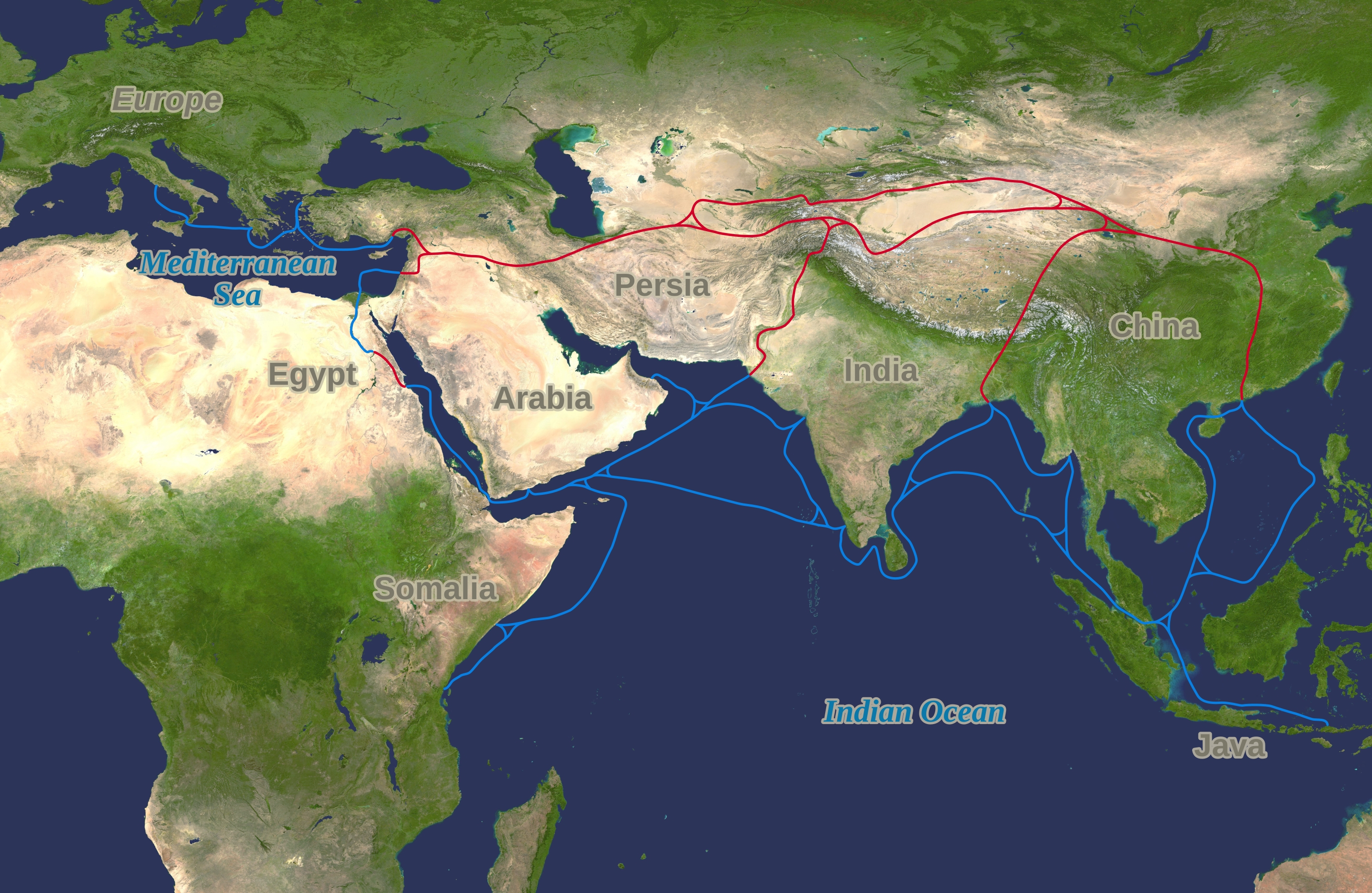
Заблоковані османами Великий шовковий шлях (червоний) та шляхи доставки спецій (синій)
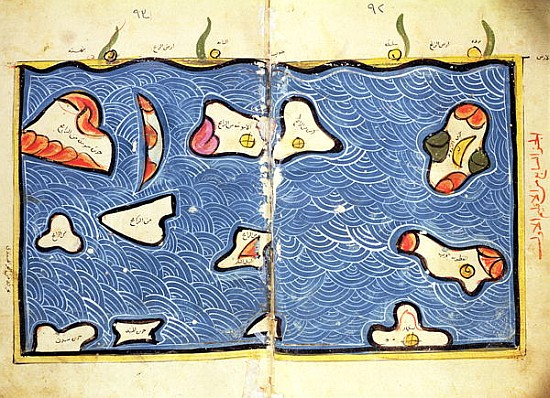
Мапа Індійського океану XII століття аль-Ідрісі
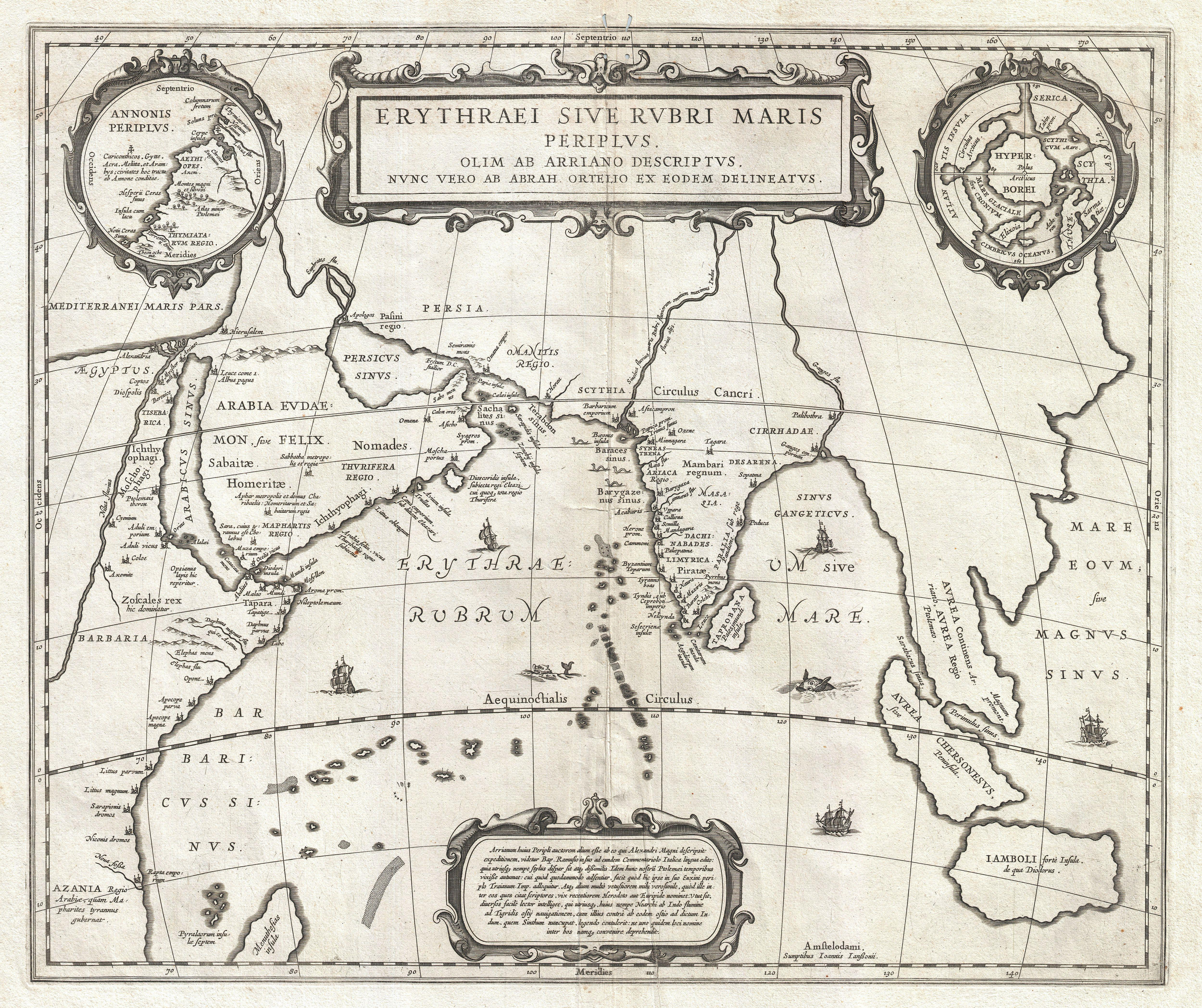
Мапа Індійського океану, XVII століття

Економічно важливі Шовковий шлях та торговельні шляхи, якими торгували спеціями були заблоковані Османською імперією 1453 року з падінням Візантійської імперії, що стимулювало дослідження і був знайдений новий морський шлях навколо Африки, започаткувавши Добу великих географічних відкриттів. У 1497 р. португальський мореплавець Васко да Гама обігнув мис Доброї Надії і став першим європейцем, що дістався Індії морським шляхом, а пізніше Далекого Сходу. Європейські кораблі, озброєні важкими гарматами, швидко стали домінувати у торгівлі. Португалія намагалася досягти переваги шляхом створення фортів у важливих протоках і портах. Вони домінують у торгівлі та роблять відкриття вздовж узбережжя Африки та Азії аж до середини 17 століття. Пізніше португальці були витіснені іншими європейськими державами. Регулювати торгівлю зі Сходом через Індійський океан прагнула Голландська Ост-Індійська компанія (1602–1798). Франція та Велика Британія створили свої торговельні компанії для цього регіону. Іспанія встановила основні торговельні операції на Філіппінах і в Тихому океані. До 1815 року основною силою в Індійському океані стала Британія.
Відкриття Суецького каналу в 1869 році відродило інтереси для Європи на Сході, але жодна країна не була успішною у встановленні торговельного домінування. Після Другої світової війни Велика Британія була змушена піти з регіону, поступившись Індії, Радянському Союзу та Сполученим штатам. Останні дві країни намагалися встановити гегемонію шляхом переговорів стосовно утворення військово-морських баз. Країни, що розвиваються, які мають вихід до океану, проте, постаралися, щоб океан став «зоною миру», щоб вони могли вільно використовувати морські шляхи. Сполучене Королівство і Сполучені Штати підтримують військові бази на атолі Дієго-Гарсія посеред Індійського океану.
26 грудня 2004 року, країни, що розташовані на узбережжі Індійського океану, постраждали від цунамі, викликаного землетрусом 2004 року в Індійському океані. Хвилі привели до загибелі більш ніж 226 000 людей та більше 1 мільйона людей залишилися без даху над головою.

## Геологія

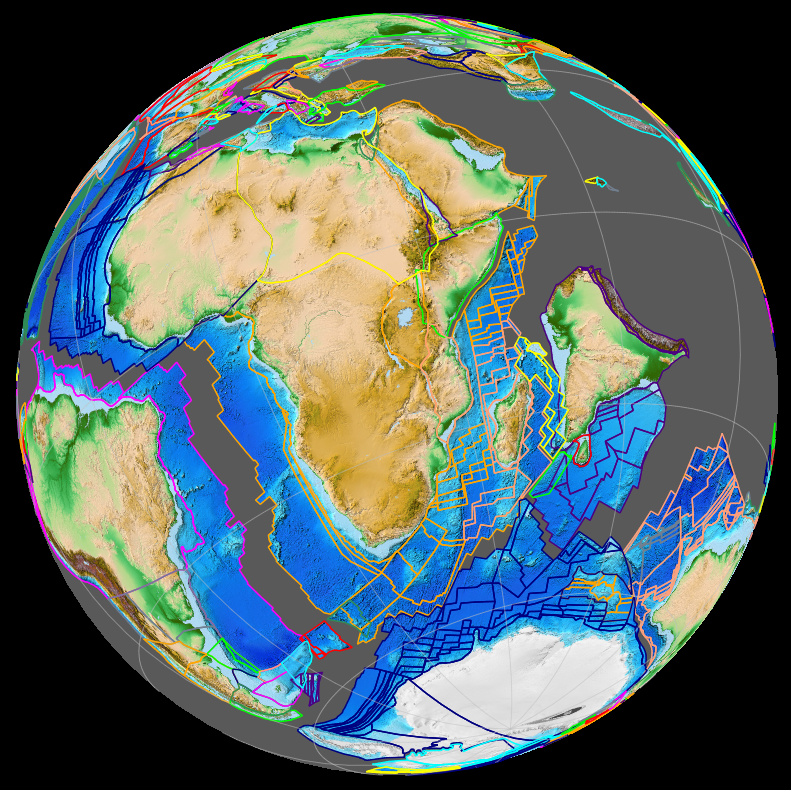
Індійський океан 70 млн років тому

Індійський океан сформувався на стику юрського і крейдового періодів в результаті розпаду Гондвани. Тоді відбулося відділення Африки і Декана від Австралії з Антарктидою, а пізніше — Австралії від Антарктиди (у палеогені, близько 50 мільйонів років тому).

### Рельєф дна
У районі острова Родригес (Маскаренський архіпелаг) існує т. зв. потрійне з'єднання, де сходяться Центрально-Індійський і Західно-Індійський хребти, а також Австрало-Антарктичне підняття. Хребти складаються з обривистих гірських ланцюгів, порізаних перпендикулярними або косими по відношенню до осей ланцюгів скидами і розділяють базальтове дно океану на 3 сегменти, а їх вершини являють собою, як правило, згаслі вулкани. Дно Індійського океану вкрите відкладеннями крейдового і пізніших періодів, товщина шару яких коливається від кількох сотень метрів до 2-3 км. Найглибший з численних жолобів океану — Зондський жолоб (глибиною 7729 м). Річки, що впадають в Індійський океан, несуть із собою величезні кількості осадового матеріалу, особливо з території Індії, створюючи високі наносні пороги.

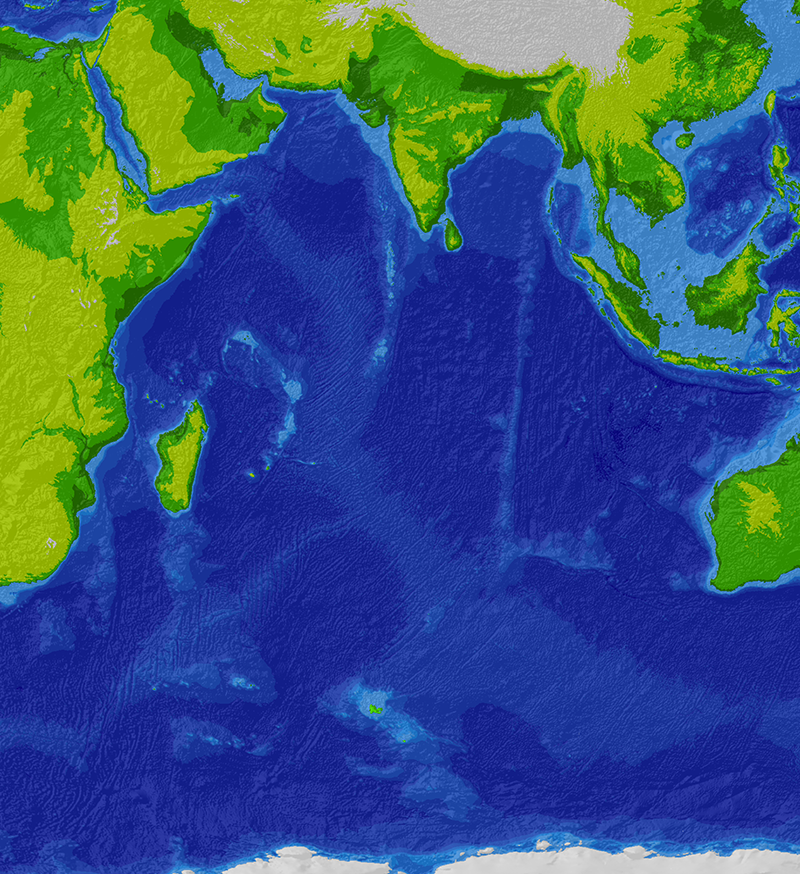
Рельєф дна Індійського океану
Физична карта Індійського океану

Деякі острови — наприклад, Мадагаскар, Сокотра, Мальдівські — є фрагментами давніх материків, інші — Андаманські, Нікобарські або острів Різдва — мають вулканічне походження. Вулканічне походження також має розташоване в південній частині океану Кергеленське плато.

### Аномалії
Геоїдна низовина Індійського океану (IOGL) — загадкове явище, яке багато років привертає увагу вчених з усього світу. Рівень океану на цій ділянці площею 2,8 млн км² приблизно на 90 метрів нижчий, ніж у навколишніх океанах. Нещодавні дослідження, результати яких опубліковані у виданні Geophysical Research Letters показали, що аномалія пов’язана з мантійними плюмами та тектонічними платформами, що може допомогти краще зрозуміти процеси в мантії Землі та їхню взаємодію зі змінами рівня моря. Вчені використовували непрямі методи вивчення тектонічних платформ на глибині понад 35 км. Як було встановлено, IOGL пояснюється дефіцитом маси у мантії Землі під Індійським океаном. У минулому виникало безліч гіпотез про цю аномалію, проте останні дослідження встановили, що її походження пов’язане з мантійними плюмами та рухом тектонічних платформ. Більш того, вчені з Індійського інституту науки в Бенгалуру провели комп’ютерне моделювання того, що могло статися. Було складено 19 сценаріїв руху тектонічних плит навколо діри за останні 140 мільйонів років. Дослідження виявило, що лише кілька сценаріїв можуть пояснити природу даної гравітаційної діри в океані, і в жодній з цих моделей низька гравітація не була викликана тим, що було безпосередньо під нею. Натомість вони виявили, що діра, ймовірно, все-таки була сформована шлейфами магми низької щільності.

## Сейсмічність
В районі Південно-Східного Індійського хребта, який простягається по дну Індійського океану, спостерігаються досить часті 5-6 бальні (за шкалою Ріхтера) землетруси. За класифікацією землетрусів згідно шкали інтенсивності МSK-64 вони відносяться до помірних і сильно помірних.

## Гідрографія

### Межі

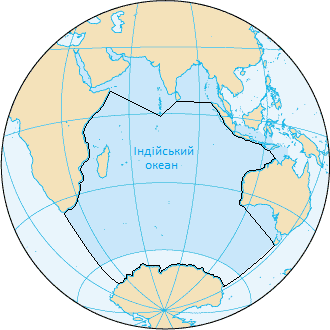
Межі Індійського океану, Міжнародна гідрографічна організація, 2002 рік (чорним показана акваторія без морів)

Згідно з Світовою книгою фактів, Індійський океан омиває береги Африки, Азії та Австралії. Межа з Атлантичним проходить по довготі мису Голковий (20-й меридіан), з Тихим океаном   по довготі мису Південно-Західний на острові Тасманія (меридіан 146° 55'). Також на півдні виділений Південний океан, межа з яким проходить по 60-й південній паралелі.
Третя редакція «Меж океанів та морів» (Limits of Oceans and Seas) Міжнародної гідрографічної організації визначає дещо інші межі океану. Це визначення виключає будь-які окраїнні водні об'єкти, які окремо визначаються МГО (наприклад, Бенгальська затока та Аравійське море), хоча вони, як правило, розглядаються як частина Індійського океану. Так, північні межі океану встановлюються так: південна межа Аравійського моря і моря Лакшадвіп, південна межа Бенгальської затоки, південна межа Східно-Індійського архіпелагу та південна межа Великої Австралійської затоки.
Південна ж межа, натомість, проходить по узбережжю Антарктиди.
У 2000 році МГО перевизначила Індійський океан, посунувши його південну межу до 60° пд.ш., виділивши у водах на південь від цієї лінії Південний океан. Це нове визначення досі не ратифіковане (протест був поданий Австралією), хоча воно вже використовується МГО та іншими. Якщо і коли визначення 2000 року буде прийняте, буде опубліковано 4-е видання «Меж океанів і морів», відновивши Південний океан, який було спочатку зазначено в 2-му виданні, а згодом виключено з 3-го видання.

### Узбережжя
Узбережжя Індійського океану рясніє кліфами, дельтами, атолами, прибережними кораловими рифами і солоними болотами, порослими манграми.

### Моря і затоки
Охоплює такі моря: Червоне, Аравійське, Андаманське, Тиморське, Арафурське, Дейвіса, Співдружності, а також затоки: Аденську, Оманську, Перську, Бенгальську, Карпентарію, Велику Австралійську.

### Острови
Островів в Індійському океані мало і зосереджені вони переважно в західній частині та поділяються на три групи за генезисом:
- Материкові острови — Мадагаскар, Великі Зондські, Тасманія, Шрі-Ланка, Сокотра, Куріа-Муріа та ланцюг дрібних островів уздовж берегів Аравії, Індокитаю та Західної Австралії. Більша частина материкових островів — це вапнякові плато на докембрійських гранітах. Окрім них, є ще й гористі, також складені докембрійськими породами. Особливу будову мають Сейшельські острови, єдині гранітні споруди в межах ложа океану.
- Вулканічні острови:
  - Острови перехідної зони є елементами острівних дуг — Великі Зондські, Андаманські та Нікобарські. Вони мають гірський рельєф та є вершинами гірських хребтів або вулканічних конусів. У фундаменті цієї групи островів лежать базальти і (в меншій кількості) вулканічні туфи.
  - Вулканічні острови відкритого океану — Коморські, Маскаренські, Амстердам, Сен-Поль, Кергелен, Крозе, Прінс-Едуард. Це переважно невеликі надводні вершини вулканів. Майже всі вони облямовані кораловими рифами.
- Коралові атоли — Лаккадівські острови, Мальдівський архіпелаг, Чагос, Кокосові острови. Особливість Індійського океану. Атоли складені з коралового піску, гравію, щебеню та великої кількості мушель. Поширені також складні атоли — величезні кільцеподібні коралові споруди, що мають діаметр до 150 км і складаються з багатьох дрібніших атолів (атоли Лаккадівських, Мальдівських, Амірантських, Кокосових островів та архіпелагу Чагос). На всіх коралових островах ростуть переважно кокосові пальми. На берегах більшості лагун збереглися густі зарості мангрів, які особливо характерні для Амірантських островів. Чимало островів сформувалося завдяки підняттю коралових рифів. Острів Різдва (356 м над рівнем моря) утворився на вершині Кокосового підняття. Острів Тромлен (5 м над рівнем моря) увінчує вершину підводної гори на дні Маскаренської улоговини (4000 м).

## Клімат
У даному регіоні виділяються чотири витягнутих уздовж паралелей кліматичних пояси. У першому, розташованому на північ від 10° південної широти, переважає мусонний клімат з частими циклонами, переміщаються в напрямку узбереж. Влітку температура над океаном становить 28-32 °C, взимку знижується до 18-22 °C. Друга зона (пасатна) розташовується між 10 і 30 градусом південної широти. Протягом всього року тут дмуть південно-східні вітри, особливо сильні з червня по вересень. Середня річна температура досягає 25 °C. Третя кліматична зона лежить між 30 і 45 паралеллю, в субтропічних і помірних широтах. Влітку температура тут сягає 10-22 °C, а взимку — 6-17 °C. Від 45 градусів і південніше характерні сильні вітри. Взимку температура тут коливається від −16 °C до 6 °C, а влітку — від −4 °C до 10 °C.
Пояс вод Індійського океану між 10 градусами північної широти і 10 градусом південної широти називається термічним екватором, де температура поверхневих вод становить 28-29 °C. На південь від цієї зони температура знижується, біля берегів Антарктиди досягаючи −1 °C. У січні і лютому лід уздовж узбережжя цього материка підтає, величезні крижані брили відламуються від крижаного покриву Антарктиди і дрейфують в напрямку відкритого океану.
Північніше температурні характеристики вод визначаються мусонною циркуляцією повітря. Влітку тут спостерігаються температурні аномалії, коли Сомалійська течія охолоджує поверхневі води до температури 21-23 °C. У східній частині океану на тій же географічній широті температура вод становить 28 °C, а найвища температурна відмітка — близько 30 °C — була зафіксована в Перській затоці та Червоному морі. Середня солоність океанських вод становить 34,8 ‰. Найсолоніші води Перської затоки, Червоного і Аравійського морів: це пояснюється інтенсивним випаровуванням при невеликій кількості прісної води, що надходить до моря від річок.

## Гідрологічний режим

### Водні маси
Солоність водних мас Індійського океану вище, ніж в Світовому океані

### Морські течії

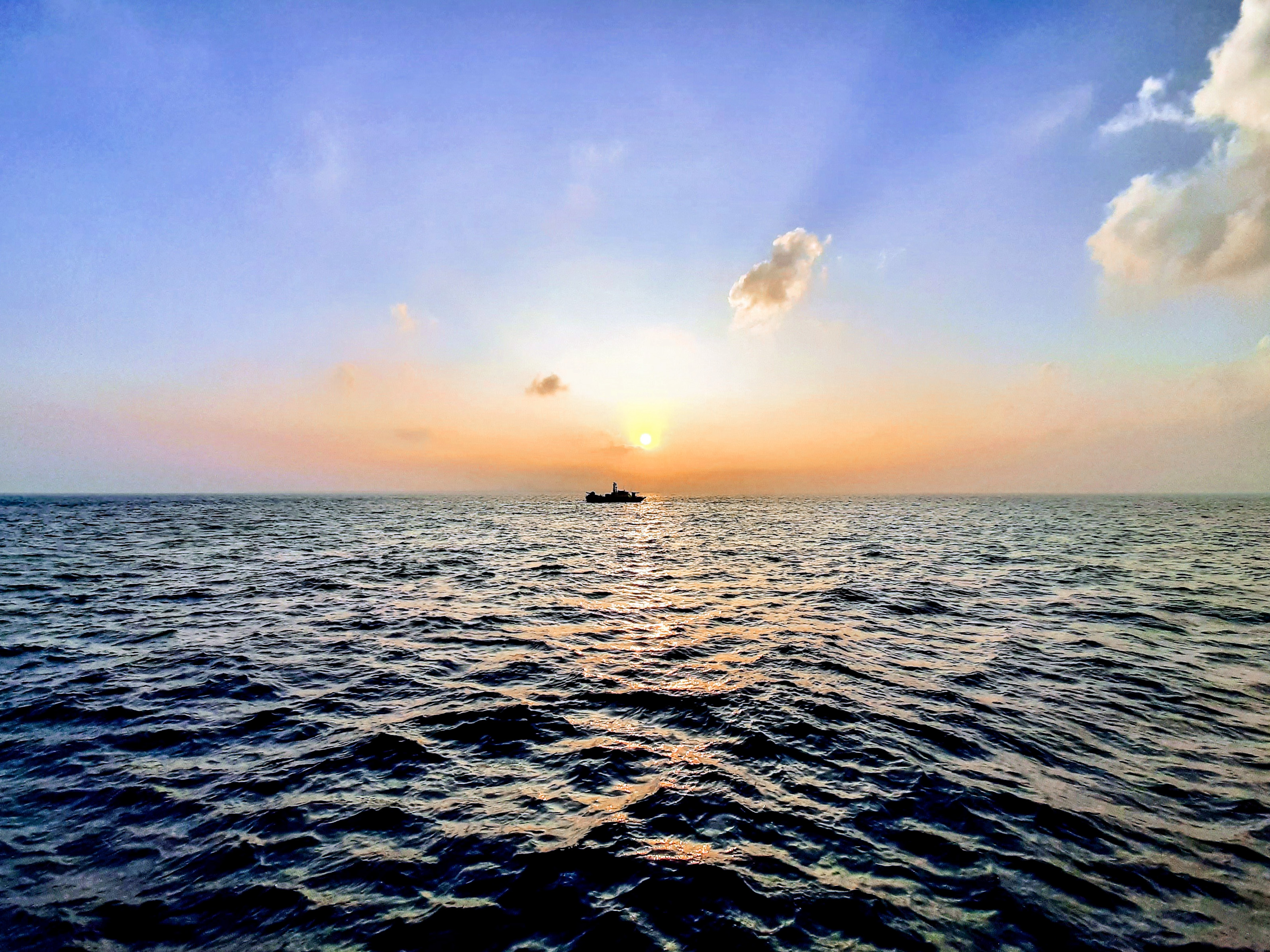
Індійський океан

Важливі теплі течії: Мусонні, Південна Пасатна, Мозамбіцька, Мадагаскарська, Голкова.
Холодні течії: Західно-Австралійська, Антарктична циркумполярна.

### Солоність
До нього збирають воду такі великі річки: Ґанґ із Брахмапутрою, Іраваді, Салуїн, Замбезі, Інд, Муррей (Маррі).

## Біологія
Флора і фауна даного регіону надзвичайно багаті. Рослинний світ представлений бурими, червоними та зеленими водоростями. Типовими представниками зоопланктону є веслоногі рачки (копеподи) (лат. Copepoda), сифонофори (лат. Siphonophorae) і крилоногі молюски (птероподи) (лат. Pteropoda). Океанські води населяють молюски, кальмари (лат. Teuthida), краби і лангусти (лат. Achelata).
Характерними мешканцями океанів є наутилуси (лат. Nautilus), голкошкірі (лат. Echinodermata), корали фунґія скрупоса (лат. Fungia scruposa), серіатопора (лат. Seriatopora), синулярія (лат. Sinularia). До ендеміків відносяться морські змії (лат. Hydrophiinae) та дюгонь (лат. dugong) — ссавець ряду сиреноподібних. Нерідко зустрічаються морські черепахи (лат. Chelonioidea), тюлені (лат. Phoca), дельфіни (лат. Delphinidae) та інші китоподібні (лат. Cetacea).
Велика частина вод Індійського океану лежить в тропічному і помірному поясах. У теплих водах мешкають численні корали, які, разом з іншими організмами — такими, наприклад, як червоні водорості — будують коралові острови. У коралових рифах живуть різноманітні тварини: губки (лат. Porifera, лат. Spongia), молюски (лат. Mollusca), краби (лат. Brachyura), голкошкірі (лат. Echinodermata) і риби (лат. Pisces). У тропічних мангрових заростях живуть ракоподібні (лат. Crustacean), молюски та медузи (діаметр останніх іноді перевищує 1 м).
Найчисленнішими рибами Індійського океану є анчоуси (Engrauliidae), летючі риби (лат. Exocoetidae), тунець (лат. Thunnus) і акули (лат. Selachimorpha). Також Риби представлені губаневими (лат. Labridae), щетинозубими (лат. Chaetodontidae), світними анчоусами (міктофідами) (лат. Myctophidae), рибами-папугами (лат. Scaridae), рибами-хірургами (лат. Acanthuridae), отруйними крилатками (лат. Pterois volitans) та лопатеперими рибами (лат. Crossopterygii).
Орнітофауна представлена, зокрема, птахами-фрегатами (лат. Fregata), альбатросами (лат. Diomedeidae) і декількома видами антарктичних пінгвінів (лат. Pygoscelis).

## Економіка

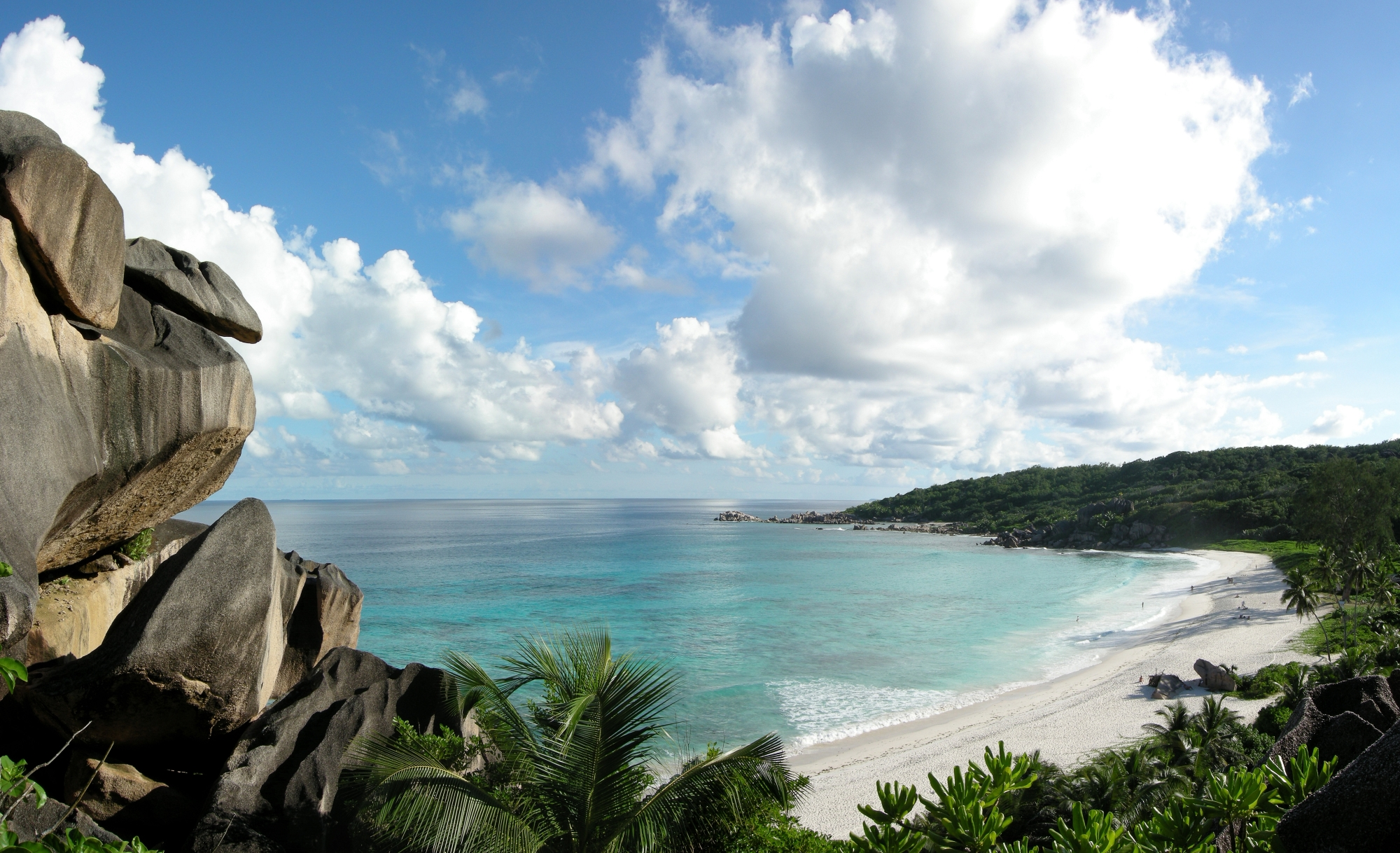
Вид на узбережжі Сейшельських островів, розташованих в Індійському океані.

Індійський океан через переважно прохолодні води не є виробником планктону, за винятком ділянки уздовж північного кордону і в деяких конкретних областях, тому риболовля обмежена прожитковим мінімумом. Риба в цьому океані має велике значення для зростання країн навколо нього, як для внутрішнього споживання так і на експорт. Рибаловецькі флоти Росії, Японії, Південної Кореї і Тайваню в основному займаються виловом креветок і тунця.
Індійський океан забезпечує істотні зв'язки між Близьким Сходом, Африкою і Східною Азією з Європою і Америкою. Таким чином, однією з найважливіших економічних функцій є перевезення вантажів. Європейські мандрівники плавали на схід і повернувся з шовками, килимами, чаєм 

### Риболовля і морські промисли
Значення Індійського океану для світового рибальського промислу невелике: улови тут становлять лише 5 % від загального обсягу. Головні промислові риби тутешніх вод — тунець, сардина, хамса, кілька видів акул, барракуди і скати; ловлять тут також креветок, омарів і лангустів.

### Транспортні шляхи
Найважливішими транспортними шляхами Індійського океану є маршрути з Перської затоки в Європу та Північну Америку, а також з Аденської затоки в Індію, Індонезію, Австралію, Японію і Китай. Судноплавний в основному з Суецького каналу і Перської затоки, до Індії і Малаккської протоки.

### Морські порти
Головні морські порти Індійського океану та морів його басейну: Суец (Єгипет), Рас-Таннура (Саудівська Аравія), Карачі (Пакистан), Мумбаї, Калькутта (Індія), Коломбо (Шрі Ланка), Янґон (М'янма), Перт (Австралія), Порт-Елізабет (ПАР).

### Видобуток корисних копалин
Найважливішими корисними копалинами Індійського океану є нафта і природний газ. Їх родовища є на шельфах Перської та Суецької заток, в протоці Басса, на шельфі півострова Індостан. Великі запаси вуглеводнів видобуваються в офшорних зонах з Саудівської Аравії, Ірану, індійської та західної Австралії. Близько 40 % видобутку нафти на шельфі у світі відбувається в Індійському океані. На узбережжях Мозамбіку, островів Мадагаскар і Цейлон експлуатуються ільменіт, монацит, рутил, тітанів і цирконій. Біля берегів Індії та Австралії є поклади бариту і фосфориту, а в шельфових зонах Індонезії, Таїланду та Малайзії в промислових масштабах експлуатуються родовища каситериту і ільменіту.

### Рекреаційні ресурси
Піщані пляжі, багаті мінералами острови, особливо Індії, Південної Африки, Індонезії, Шрі-Ланки і Таїланду є місцями куди приїжджає чимало туристів.

### Піратство
У зв'язку з відносно високою інтенсивністю руху нафтових танкерів, існує велика активність піратів біля узбережжя Сомалі. Це становить загрозу для судноплавства на міжнародному рівні, оскільки цьому сприяє другий етап громадянської війни в Сомалі на початку XXI століття.
EUNAVFOR (Європейський союз військово-морської операції проти піратства, і військово-морської операції Європейського союзу проти піратства) є військовими операціями Європейського союзу, які спрямовані на зупинку, попередження і припинення актів піратства і озброєного розбою в водах поблизу Сомалі.

## Держави на узбережжі
Африка
- ПАР
- Мозамбік
- Мадагаскар
- Французькі Південні і Антарктичні Території
- Франція
- Маврикій
- Коморські Острови
- Танзанія
- Сейшельські Острови
- Кенія
- Сомалі
- Джибуті
- Еритрея
- Судан
- Єгипет

Азія
- Єгипет
- Ізраїль
- Йорданія
- Саудівська Аравія
- Ємен
- Оман
- ОАЕ
- Катар
- Бахрейн
- Кувейт
- Ірак
- Іран
- Пакистан
- Індія
- Мальдіви
- Британська Територія в Індійському Океані
- Шрі-Ланка
- Бангладеш
- Бірма
- Таїланд
- Малайзія
- Сінгапур
- Індонезія
- Кокосові острови
- Східний Тимор

Австралія
- Острови Ашмор і Картьє
- Індонезія
- Австралія

Південь
- Острів Херд і острови Макдональд
- Французькі Південні і Антарктичні Території (FRA)